# جمال الكاظمي
جمال شاكر الكاظمي (مواليد 1956-) هو شخصية رياضية كويتية وشغل منصب الرئيس الحادي عشر للنادي العربي. و قد ترأس النادي العربي في فترتين، منذ عام 2000 وحتى 2010، وتم تعيين الشيخ سلمان الحمود الصباح لمدة 6 أشهر بشكل مؤقت. وعاد جمال الكاظمي لرئاسة النادي مرة أخرى في 2011 وحتى 12 يناير 2019. وبذلك تعتبر فترة رئاسته التي بلغت 16 سنة هي أطول فترة رئاسة في تاريخ النادي العربي.